# Акен перевізник
Акен (Aken, Cherti, Kherty) — давньоєгипетський бог, який перевозив душі померлих через річку в підземне царство на човні Месекет.
Згідно з давньоєгипетською міфологією, загробний світ складався із загальної області Дуат (для простих смертних) і більш сприятливої Іалу (для праведних і обраних). В період появи Акена, Анубіс став просто богом бальзамування, а Осіріс хоч і був царем загробного світу, але він керував лише областю Аара. Отже, Акен керував усім Дуатом.
Акена зазвичай зображували як людину з головою барана, що стоїть на кормі човна і керує стерновим веслом. Головним центром його поклоніння стало місто Летополіс (Letopolis) звідки, можливо, культ цього божества поширився і закріпився в середземноморських міфах. В давньогрецькій міфології Акену відповідає перевізник Харон.
Попри те, що померлий молився, щоб його привезли в Аару, це вже було зумовлено його вчинками, молитвами і платою богам за життя. Тому Акен не мав самостійного культу, не було й культових центрів цього божества, хоча про нього є багато згадок в Книзі мертвих.